# Osmia rufohirta
Osmia rufohirta ist eine solitäre Wildbienenart der Gattung Osmia aus der Gruppe der Mauerbienen (Familie Megachilidae). Der deutsche Name ist nicht einheitlich, es gibt die Bezeichnungen Schlanke Schneckenhaus-Mauerbiene oder Rotborstige Mauerbiene. Die Art ist mäßig häufig; in Deutschland und der Schweiz gilt sie als „gefährdet“ bzw. „verletzlich“ (s. Rote–Liste–Gefährdungskategorien).

## Merkmale
Osmia rufohirta wird 9 bis 13 mm groß und lebt solitär. Das Weibchen ist durch die Behaarung am ganzen Körper rötlich gefärbt und das Männchen nur am hinteren Ende.

## Vorkommen
Sie kommt in ganz Deutschland vor mit Schwerpunkt im südlichen Bereich. Sie bevorzugt als Lebensraum trockene, kalkhaltige Stellen wie Brachland, offene warme Heidelandschaften und stillgelegte Steinbrüche und Weinberge, Felshänge, Dünen und Straßenböschungen.

## Lebensweise
Die Flugzeit reicht von Mitte Mai bis Anfang Juli. Nach der Paarung sucht sich das Weibchen kleine verlassene Schneckenhäuser, in denen sie ihre Eier ablegt. Dazu prüft sie, ob das Schneckenhaus bewegt werden kann und legt dort nur eine einzige Eikammer an. Dazu kleidet sie es mit einem Mörtel aus Speichel und Pflanzenteilen aus und beklebt es auch an der Außenseite. Anschließend wird ein Pollen-Nektargemisch in dem Schneckenhaus deponiert und ein Ei darauf abgelegt. Anschließend wird das Schneckenhaus mit Steinchen, Erdbrocken und dem Pflanzenmörtel verschlossen und weggerollt. Die Überwinterung erfolgt als Imago im Kokon im Schneckenhaus, wo es dann im nächsten Frühjahr schlüpft.
Als Nahrung ist sie auf keinen bestimmten Pollen angewiesen, bevorzugt aber den Gewöhnlichen Hornklee (Lotus corniculatus), den Hufeisen-Klee (Hippocrepis comosa), sowie die Futter-Esparsette (Onobrychis viciifolia).

## Ähnliche Arten
Das Weibchen ähnelt stark Osmia aurulenta, ist jedoch deutlich schlanker gebaut und besitzt einen verhältnismäßig kleineren Kopf. Das Männchen ist aufgrund des langgestreckten und deutlich zugespitzten, orangerot behaarten Hinterleib recht gut erkennbar.